# کورولائو

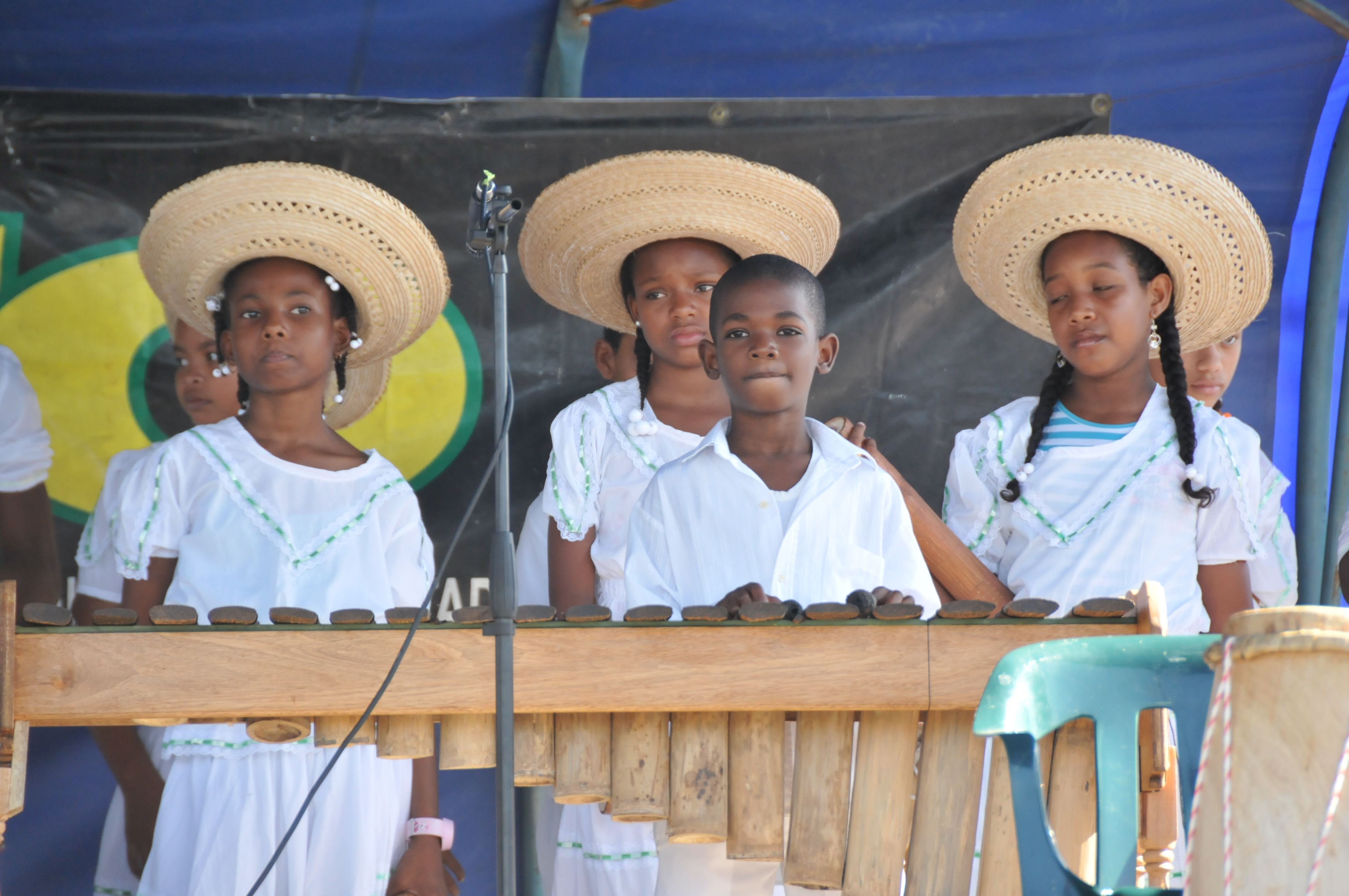
کودکانی که در ناحیهٔ پاسیفیک سبک کورولائو می‌نوازند.

سبک کورولائو (به اسپانیایی: Currulao) یکی از سبک‌های آفریقایی در موسیقی کلمبیایی است و دارای ریشه‌هایی از آفریقایی-کلمبیایی‌ها/آفریقایی‌تباران/سیاه‌پوستان ساحل اقیانوس آرام است. این سبک موسیقی در ناحیهٔ پاسیفیک کلمبیا رواج دارد و در سواحل غربی منتهی به اقیانوس آرام کلمبیا نواخته می‌شود. همچنین گونه‌ای مشابه آن در سواحل اکوادور استفاده می‌گردد. این‌گونه به طور سنتی با نام محلی بامبوکو (به اسپانیایی: bambuco) شناخته می‌شود که همراه با رقصی طنزگونه است و منشأ آن از رقص‌های آفریقایی است.
کلمهٔ کورولائو به کلمهٔ "cununao" اشاره دارد که اشاره به درام‌هایی با منشأ آفریقایی است که نقش مهمی در فولکلور منطقه کلمبیای اقیانوس آرام، کونونوس دارد. این همچنین بخشی از رقص‌های معمول کلمبیا است.

## موسیقی
در ابتدای امر کورولائو توسط گروهی متشکل از چهار هنرمند اجرا می‌شد.
یک موسیقیدان ریتم ۶–۸ را با یک درام شناخته شده به نام «کونونو»، که بسیار مشابه با درام «الگره» (که در کومبیا استفاده می‌شود)، اما باریک‌تر و بلندتر است، می‌نوازد. ریتم کورولائو به‌وسیلهٔ ضربه زدن به هر دو سمت درام با دست و چوبی کوچک ایجاد می‌شود.
نوازندهٔ دوم سازی را می‌نوازد که «گوئاسا» (goo-ah-SAH) یا «گوئاچا» (goo-AH-cheh) نام دارد. این ساز در واقع طبلی توخالی ساخته شده از فلز، چوب یا بامبو است که پر از دانه‌های سبک برنج یا دیگر چیزهاست.
اما ابزار اصلی سبک کورولائو شاید «ماریمبا کلمبیا» باشد، یک زایلوفون چوبی که شبیه به بلافون آفریقایی است.
بسیاری از گروه‌ها در کلمبیا این سبک سنتی موسیقی را اجرا می‌کردند. در حال حاضر، مشهورترین گروه‌ها عبارتند از: گروه ساکاون (Grupo Socavón), گروه گوالاخو (Grupo Gualajó) و گروه باهیا تریو (Grups Bahia Trio). یکی از مشهورترین کاراکترهای قدیمی در این سبک Baudilio Cuama Rentería از Buenaventura است.
در ایالات متحده آمریکا دو گروه کلمبیایی این ژانر که با ابزارهای سنتی می‌نوازند، La Cumbiamba NY، در ساحل شرقی (نیویورک) و Aluna Band در ساحل غربی (سان فرانسیسکو) هستند. در سال ۲۰۱۰، کورولائو به فهرست یونسکو در شاهکارهای شفاهی و ناملموس میراث بشری اضافه شد.

## رقص
رقص کورولائو یکی از محبوب‌ترین سبک‌های رقص در بسیاری از جوامع آفریقایی کلمبیا، در امتداد ساحل اقیانوس آرام است. این رقص دارای ویژگی‌هایی است که برگرفته از تأثیرات فرهنگ افریقایی‌ها در طول دورهٔ استعمار می‌باشد و توسط معدنچیان برده‌ای که در حوضهٔ رودخانه‌های حومهٔ قلمرو بیگاری می‌کشیدند، به منطقه آورده شده‌است.
در این رقص یک جفت رقاص زن و مرد هستند. رقصنده‌ها بایستی چابک و قوی باشند. برای مردها، آنها از حرکات پرجنبش و با قدرت استفاده می‌کنند. زن، از سوی دیگر، به آرامی رقصیده، در حالی که همسرش به نظر می‌رسد که او را با فریب دادن، لگد زدن، قر و غمزه و حرکاتی با دستمال دست، از راه به در می‌برد.